# مكتبة آي آر دي الصوتية
مكتبة آي آر دي الصوتية (بالألمانية: ARD Audiothek) هي البوابة الصوتية المشتركة لهيئات البث الإقليمية التابعة للهيئة العامة للبث الإذاعي في جمهورية ألمانيا الاتحادية (ARD) وراديو ألمانيا على الإنترنت. أُطْلِقَتْ الخدمة رسميًا كتطبيق للجوال في 8 نوفمبر 2017 بمناسبة مهرجان البث الإذاعي في كارلسروه. إصدار الويب التجريبي متاح أيضًا منذ نوفمبر 2018؛ وهو يحل محل التقارير الإذاعية في مكتبة وسائط ARD؛ التي لم تقدم سوى محتوى فيديو منذ ذلك الحين. تُدْعَمُ المكتبة تحريريًا من قبل فريق تحرير موقع الإنترنت ARD.de في ماينتس.
في أبريل 2018 مُنحت ARD Audiothek الجائزة الألمانية الرقمية بالميدالية الفضية في فئة «تطبيقات الجوال - تجربة المستخدم/قابلية الاستخدام». بعد عام ثُبِّتَ إصدار تطبيق الهاتف المحمول أكثر من 510.000 مرة وحصد حوالي 21 مليون مشاهدة صوتية.

## البرامج
تُقَدَّمُ العديد من البرامج والمساهمات الإذاعية كملفات صوتية عند الطلب وللتنزيل عبر مكتبة وسائط ARD. هذه في المقام الأول إنتاجات ذاتية تُبَثُّ على موجات راديو ARD. يمكن الوصول إلى كل المحتوى لفترات زمنية مختلفة بعد البث اعتماداً على حالة قانون وسائل الإعلام.

## روابط خارجية
- صفحة معلومات حول تطبيق الجوال لـ مكتبة آي آر دي الصوتية على ARD.de (بالألمانية)

- نسخة الويب من مكتبة آي آر دي الصوتية (بالألمانية)